# Белоусов, Павел Игнатьевич
Павел Игнатьевич Белоусов (15 ноября 1910 — 7 февраля 1996) — машинист экскаватора, Герой Социалистического Труда (1958). Участник Великой Отечественной войны. Депутат Верховного Совета РСФСР, член Президиума Верховного Совета РСФСР. Почётный гражданин Нижнего Новгорода.

## Биография
Родился в селе Пеля-Казенная (ныне Починковского района Нижегородской области) в крестьянской семье.
Трудовой путь начал в 1928 году рабочим на железной дороге. В 1930 году пришел на строительство Горьковского автозавода, где стал работать машинистом экскаватора.
В годы Великой Отечественной войны находился в рядах Советской Армии. За мужество, проявленное в боях, Павел Игнатьевич награждён орденом Красной Звезды, медалями «За боевые заслуги» (01.08.1943) и «За победу над Германией в Великой Отечественной войне 1941—1945 гг.»
После войны П. И. Белоусов вернулся к мирной профессии строителя. За годы работы на экскаваторе СУ-4 треста № 12 «Специальных и гидротехнических работ», П. И. Белоусов вынул тысячи кубометров грунта. Экипаж Белоусова трудился на реконструкции заводов «Двигатель революции», «Красная Этна», участвовал в строительстве Дворца культуры автозавода, аэропорта, жилых кварталов Соцгорода в Автозаводском районе города Горького и других объектов народного хозяйства.
Указом Президиума Верховного Совета СССР от 1958 года Павлу Игнатьевичу Белоусову было присвоено звание Героя Социалистического Труда с вручением ордена Ленина (№ 372132) и Золотой медали «Серп и Молот» (№ 9172).
Избирался депутатом Горьковского областного Совета народных депутатов Верховного Совета РСФСР, членом Президиума Верховного Совета РСФСР. Уже как депутат внёс большой вклад в строительство Нижегородского речного порта, выбивая строительные материалы в госпланах и министерствах.
Похоронен на Бугровском кладбище Нижнего Новгорода

## Награды
- Ордена Ленина (1958), Трудового Красного Знамени (1952), Орден Отечественной войны II степени[4], Красной Звезды, медали.
- Звание «Почётный гражданин города Горького» присвоено решением Горьковского городского Совета депутатов трудящихся от 17 июня 1976 года.

## Память
В городе Нижний Новгород на улице Совнаркомовская дом 34 установлена мемориальная доска.